# Scoliocentra borealis
Scoliocentra borealis is een vliegensoort uit de familie van de afvalvliegen (Heleomyzidae). De wetenschappelijke naam van de soort werd in 1924 als Trichochlamys borealis, tegelijk met de naam van het geslacht, gepubliceerd door Czerny. De geslachtsnaam was echter al eerder gebruikt als Trichochlamys Hulst, 1896 [Lepidoptera, Geometridae] (nu gesynonymiseerd met Entephria). In 2010 publiceerden Ahmet Ömer Koçak en Muhabbet Kemal het nomen novum Woznicaia Koçak & Kemal, 2010 voor het geslacht, maar de soort werd toen al door diverse auteurs in het geslacht Scoliocentra geplaatst.